# Tosŏn
Yŏgong Tosŏn (Tosŏn 도선; ur. 827, zm. 10 marca 898) – jeden z najbardziej wpływowych mistrzów sŏn w historii Korei.

## Życiorys
Urodził się w Yŏngam, obecnie w prowincji Chŏlla. Pochodził z rodziny Kim. W wieku lat 15 rozpoczął praktykę buddyjską w tradycji szkoły hwaŏm w klasztorze Hwaŏm na górze Wŏryu (znanej także jako Wŏlch'ul).
W 846 r. rozpoczął praktykę sŏn u mistrza Hyech'ŏla w jego klasztorze na górze Tongni. Od tej góry wzięła nazwę szkoła sŏn mistrza Hyech'ŏla, jedna z 9 górskich szkół sŏn. Ordynację mnisią przyjął w wieku 23 lat w klasztorze Ch'ŏndo. Tosŏn, w przeciwieństwie do innych mistrzów koreańskiego sŏnu, nigdy nie udał się do Chin po nauki. Spędził 35 lat praktykując sŏn w klasztorze Unbong. Jego nauki przyciągnęły wielu uczniów. Stał się sławny i został zaproszony na dwór króla Hŏng'ganga. Jednak porzucił po jakimś czasie dworskie splendory i powrócił do swojego klasztoru.
Zmarł 10 marca 898.
Otrzymał pośmiertny tytuł Yŏgong Sŏnsa – Mistrz Medytacji Rozumiejący Pustkę.

## Nauki i wpływy
Tosŏn wprowadził do Korei geomancję (chiń. feng shui), która wkrótce przekroczyła ramy buddyzmu i stała się integralną częścią społeczeństwa koreańskiego. Oprócz tego był znawcą teorii yin-yang i Pięciu Elementów.
Jego znajomość tych teorii jest widoczna w jego dziele Pigu czyli Tajemne Zapiski. W pracy tej stworzył teorię "pibo" ("uzupełnienia"), w której idea nagrody za cnotę zasługi była połączona z "yin i yang" oraz Pięcioma Elementami, ideami występującymi w dziele Yijing oraz teorii feng shui. Tosŏn podróżował po całym kraju i pomagał stawiać nowe klasztory w odpowiednich miejscach. Leczył również ludzi. Wkrótce jednak jego teoria została wypaczona i przesądni ludzie zaczęli go uważać a magika i dziwnego, tajemniczego mnicha. Mimo to jego teoria odegrała olbrzymią rolę w rozwoju koreańskiego buddyzmu, szczególnie w połączeniu z rodzimymi wierzeniami Koreańczyków.
Teoria Tosŏna propagowała wizję rozwoju kraju przez porównanie jego budowy z budową statku. Odrzucała ona teorię geograficzną klasyfikującą kraj na Trzy Góry i Pięć Szczytów z Kyŏngju w pozycji środkowej. Teorie Tosŏna odrzucały ideologię tradycyjnych szkół doktrynalnych koreańskiego buddyzmu.
Uważa się, że przepowiedział on upadek Silli i nową dynastię Koryŏ. Dlatego miał taki mocny wpływ na umocnienie się nowej dynastii. Silla upadła w 935 r. a Balhae już w 926 r. Oba te państwa zostały wchłonięte przez Koryŏ. Generał Wanggŏn, założyciel dynastii Koryŏ, zapowiedziany przez Tosŏna i panujący jako król T'aejo, był pod wpływem nauk mistrza i nakazał wybudowanie 3800 klasztorów i świątyń buddyjskich. Miejsca pod ich budowę, tak jak i miejsce na budowę nowej stolicy, zostały wybrane jeszcze przez Tosŏna.
Mistrz otrzymał tytuł "Kuksa" (Narodowego Nauczyciela), a buddyzm zaczął się rozwijać jako religia nowej dynastii, podobnie jak stało się w Silli.

## Linia przekazu Dharmy
- 35/8 Mazu Daoyi (707–788) szkoła hongzhou
  - 36/8 Xitang Zhizang (735–814)
    - 37/9/1 Chŏgin Hyech'ŏl (785–861) Korea, szkoła tongni
      - 38/10/2 Yŏ (bd)
        - 39/11/3 Kwangja Yunda (864–945) (także Pŏpsŏng)

      - 38/10/2 Yŏgong Tosŏn (821–989)
        - 39/11/3 Tongjin Kyŏngbo (868–948)
          - 40/12/4 Ch'ŏnt'ong (bd)
          - 40/12/4 Hyŏnga (bd)